# 亞美尼亞王國

150年時的亞美尼亞王國

亞美尼亞王國（Kingdom of Armenia）是一個存在於公元前321年至428年的王國，除了提格蘭二世於公元前83－前66年獨立外，其餘時間都是羅馬帝國與波斯的從屬地區，最大疆域從裡海伸延到東地中海的敘利亞。

## 歷史

亚美尼亚及小亚细亚东部的罗马仆从国，约公元50年，罗马－帕提亚战争及罗马将仆从国并入帝国之前

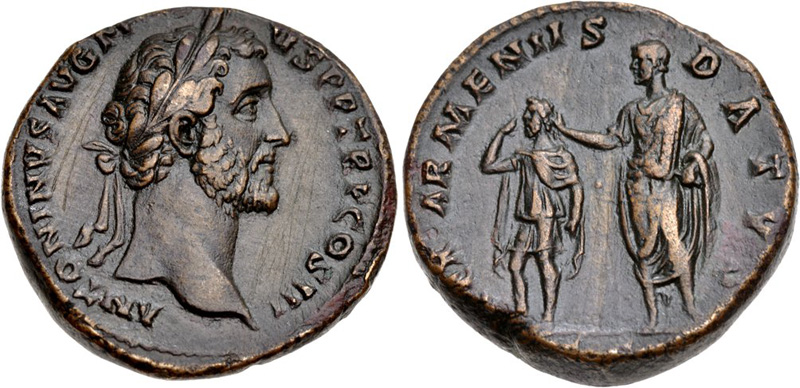
公元141年的一枚羅馬幣，幣上皇帝安敦寧·畢尤正拿著亞美尼亞國王頭頂上的王冠

亞美尼亞王國在歷史上曾屬波斯。塞琉古帝國崩潰之後亞美尼亞實現獨立。
前331年，亞歷山大大帝擊敗了波斯人所建國家阿契美尼德帝國的大流士三世，亞美尼亞從波斯的一省變成馬其頓帝國的一部分。隨著亞歷山大的逝世，馬其頓帝國被瓜分成三塊，其中亞美尼亞屬於塞琉古帝国所統治。前198年，塞琉古帝国被羅馬所擊敗，而亞美尼亞也在這時趁機從中分裂了出來。
提格蘭二世（公元前95-55年在位）把王國的疆域拓展到最盛，然而在前66年，羅馬統帥龐培摧毀了亞美尼亞軍隊，近75歲的提格蘭二世最終投降。龐培讓亞美尼亞王國成為羅馬的盟國、使王國得以保留，讓提格蘭二世繼續統治至死去為止。馬克·安東尼於公元前34年入侵並擊敗亞美尼亞王國，但在羅馬內戰的最終階段 （公元前32-30年）中，亞美尼亞得以取消臣服於羅馬。於前20年，羅馬皇帝奧古斯都與安息帝國商議停戰，讓亞美尼亞成為兩國的緩衝區。奧古斯都於公元6年立提格蘭五世為亞美尼亞國王。
隨後羅馬和安息不斷爭奪亞美尼亞的控制權。公元37年，亞美尼亞被迫臣服於安息，但羅馬重新於47年恢復控制亞美尼亞。安息因而入侵亞美尼亞。羅馬帝國在尼祿的統治下，亦出征亞美尼亞對抗安息。羅馬於58年立提格蘭六世為王，並於60年占領亞美尼亞；但於62年羅馬旋即失去亞美尼亞，因此羅馬派出第十五阿波羅軍團，最終將亞美尼亞交由安息國王沃洛吉斯一世的兄弟管治，並於66年由尼祿加冕為亞美尼亞國王。
安息王朝滅亡後，薩珊王朝於252年佔領亞美尼亞。但於287年，梯里达底三世被羅馬軍隊立為亞美尼亞國王。此時亞美尼亞主要是信奉祆教、有著多神信仰的國家。301年，格列高利 (啟蒙者)（257-331）為梯里達底三世施洗，梯里達底立基督教為國教，使得亞美尼亞成為世界上首個基督教國家。許多傳統慶典都以基督教的形式得以保留。十多年後，羅馬皇帝君士坦丁大帝才於313年頒發米蘭敕令。現亞美尼亞国教会为亚美尼亚使徒教会。 
於387年，亞美尼亞王國被羅馬帝國和波斯所瓜分，其中西亞美尼亞很快成為了羅馬帝國的一個行省；歸屬波斯的東亞美尼亞仍被保留作王國，直至428年國王被當地貴族推翻。自此薩珊王朝國王派出省長管治當地。
7世紀，隨著阿拉伯入侵東羅馬帝國，東西亞美尼亞均開始由阿拉伯人統治；直至885年，亞美尼亞人建立巴格拉提德王朝，恢復獨立。